# Copa Federación de España
La Copa Federación de España (it. Coppa Federazione della Spagna) è un trofeo calcistico spagnolo.

## La coppa
Il torneo è riservato alle squadre di Primera Federación, Segunda Federación e Tercera Federación. Dal 2019 costituisce una fase preliminare della Coppa del Re.
La competizione è nata nel 1944 ma non è stata disputata per un lungo periodo fino al 1993, anno dal quale il torneo si è sempre disputato con cadenza annuale.
Dalla stagione 2019-20, la Federazione calcistica spagnola ha deciso di cambiare il formato del torneo, che darà 4 posti per la Coppa del Re ai club che raggiungeranno le semifinali.

## Finali
| Anno    | Vincitore           | Finalista          | Andata        | Ritorno | Totale        |
| ------- | ------------------- | ------------------ | ------------- | ------- | ------------- |
| 2022-23 | Arenteiro           | Alzira             | 2-0 d.t.s.    | -       | Partita unica |
| 2021-22 | Córdoba             | Guijuelo           | 1-0           | -       | Partita unica |
| 2020-21 | Llagostera          | Las Rozas          | 2-1 d.t.s.    | -       | Partita unica |
| 2019-20 | Real Murcia         | Tudelano           | 1-1 4-2 (dtr) | -       | Partita unica |
| 2018–19 | Mirandés            | Cornellà           | 3-0           | 2-2     | 5-2           |
| 2017–18 | Pontevedra          | Ontinyent          | 1-0           | 0-0     | 1-0           |
| 2016–17 | Atlético Saguntino  | Fuenlabrada        | 0-0           | 3-0     | 3-0           |
| 2015–16 | Atlético Baleares   | Rayo Majadahonda   | 2-2           | 1-0     | 3-2           |
| 2014–15 | Real Unión          | Castellón          | 1-0           | 3-0     | 4-0           |
| 2013–14 | Ourense             | Guadalajara        | 1-2           | 2-0     | 3-2           |
| 2012–13 | Sant Andreu         | La Hoya Lorca      | 3-0           | 1-0     | 4-0           |
| 2011–12 | Binissalem          | Lemona             | 5-0           | 1-6     | 6-6           |
| 2010-11 | CD Puertollano      | Lemona             | 0-2           | 4-1     | 4-3           |
| 2009-10 | San Roque           | Lorca Deportiva CF | 1-0           | 2-0     | 3-0           |
| 2008-09 | Real Jaén           | Rayo Vallecano B   | 0-0           | 4-1     | 4-1           |
| 2007-08 | Ourense             | Reus               | 2-1           | 1-1     | 3-2           |
| 2006-07 | Pontevedra          | Maiorca B          | 4-1           | 0-1     | 4-2           |
| 2005-06 | CD Puertollano      | Huesca             | 1-1           | 2-0     | 3-1           |
| 2004-05 | Mataró              | Benidorm           | 1-2           | 1-0     | 2-2           |
| 2003-04 | Badalona            | Villanueva         | 0-0           | 4-1     | 4-1           |
| 2002-03 | Real Avilés         | Tomelloso          | 3-0           | 1-0     | 4-0           |
| 2001-02 | Celta Vigo B        | Gavà               | 1-0           | 2-1     | 3-1           |
| 2000-01 | Marino de Luanco    | Tropezón           | 1-0           | 3-0     | 4-0           |
| 1999-00 | Sabadell            | Elche              | 2-0           | 1-3     | 3-3           |
| 1998-99 | Racing Santander B  | Lugo               | 3-0           | 0-0     | 3-0           |
| 1997-98 | Binéfar             | Alcalá             | 1-2           | 2-0     | 3-2           |
| 1996-97 | Burgos              | Gáldar             | 1-1           | 4-1     | 5-1           |
| 1995-96 | Maiorca B           | Real Murcia        | 2-1           | 2-2     | 4-2           |
| 1994-95 | Las Palmas Atlético | Balaguer           | 1-0           | 3-1     | 4-1           |
| 1993-94 | CD Puertollano      | CE Platges         | 1-4           | 5-0     | 6-4           |
| 1952-53 | Real Valladolid     | Cacereño           | 1-0           | -       | Partita unica |
| 1951-52 | Real Jaén           | Orensana           | 3-1           | -       | Partita unica |
| 1950-51 | Córdoba             | Barakaldo          | 3-2           | -       | Partita unica |
| 1945-46 | Alavés              | Sueca              | 3-2           | -       | Partita unica |
| 1944-45 | Martinenc           | Real Valladolid    | 1-0           | -       | Partita unica |

## Albo d'oro
| Squadra             | Trofei               | Finali perse |
| ------------------- | -------------------- | ------------ |
| CD Puertollano      | 3 (1994, 2006, 2011) |              |
| Córdoba             | 2 (1951, 2022)       |              |
| Ourense             | 2 (2008, 2014)       |              |
| Pontevedra          | 2 (2007, 2018)       |              |
| Real Jaén           | 2 (1952, 2009)       |              |
| Maiorca B           | 1 (1996)             | 1 (2007)     |
| Real Murcia         | 1 (2020)             | 1 (1996)     |
| Real Valladolid     | 1 (1953)             | 1 (1945)     |
| Alavés              | 1 (1946)             |              |
| Arenteiro           | 1 (2023)             |              |
| Atlético Baleares   | 1 (2016)             |              |
| Atlético Saguntino  | 1 (2017)             |              |
| Badalona            | 1 (2004)             |              |
| Binéfar             | 1 (1998)             |              |
| Binissalem          | 1 (2012)             |              |
| Burgos              | 1 (1997)             |              |
| Celta Vigo B        | 1 (2002)             |              |
| Llagostera          | 1 (2021)             |              |
| Las Palmas Atlético | 1 (1995)             |              |
| Marino de Luanco    | 1 (2001)             |              |
| Martinenc           | 1 (1945)             |              |
| Mataró              | 1 (2005)             |              |
| Mirandés            | 1 (2019)             |              |
| Racing Santander B  | 1 (1999)             |              |
| Real Avilés         | 1 (2003)             |              |
| Real Unión          | 1 (2015)             |              |
| Sabadell            | 1 (2000)             |              |
| San Roque           | 1 (2010)             |              |
| Sant Andreu         | 1 (2013)             |              |